# Oedura marmorata
Espèce
Synonymes
- Oedura verrillii Cope, 1869
- Oedura fracticolor De Vis, 1884
- Oedura greeri Wells & Wellington, 1985

Oedura marmorata est une espèce de gecko de la famille des Diplodactylidae.

## Répartition
Cette espèce est endémique du Territoire du Nord en Australie.

## Systématique et taxinomie
Cette espèce a été révisée par Oliver et Doughty en 2016.

## Publication originale
- Gray, 1842 : Description of some hitherto unrecorded species of Australian reptiles and batrachians. Zoological Miscellany, vol. 2, p. 51-57 (texte intégral).